# Chiesa di Sant'Andrea (Rovato)
La chiesa di Sant'Andrea è una chiesa cattolica situata a Sant'Andrea, frazione del comune di Rovato in provincia di Brescia; è sede parrocchiale e fa parte della diocesi di Brescia.

## Storia

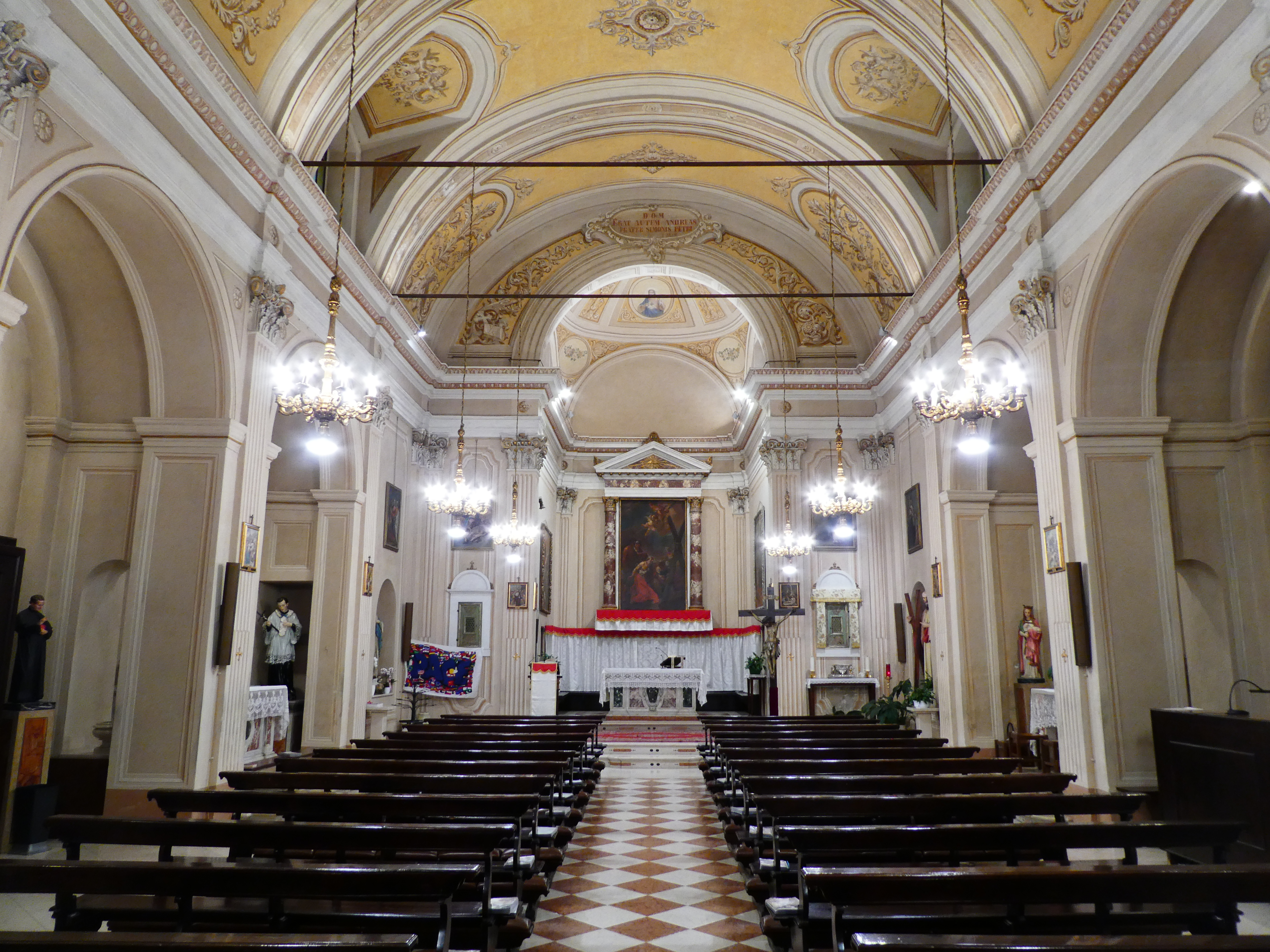
Interno

La chiesa sorse nel 1616, a seguito delle ampie bonifiche compiute nella zona; attorno ad essa si sviluppò quindi il paese, che da lei prende il nome, e venne decorata entro la prima metà del XVII secolo. In principio curazia dipendente dalla chiesa di Santa Maria Assunta di Rovato, Sant'Andrea cominciò ad acquisire un po' d'indipendenza nel corso dell'Ottocento, e nel 1847 gli abitanti ottennero di avere il fonte battesimale (nonché il cimitero, questo in comune con le vicine frazioni di Sant'Anna e San Giuseppe). Tra Ottocento e Novecento vi fu anche un primo restauro della struttura.
Il 24 novembre 1956 la curazia venne staccata dalla chiesa di Rovato ed elevata a parrocchia, il cui primo parroco fu don Vittorio Basini, che già ne era il curato; questi svolse un'intensa attività di sviluppo sociale del paese di Sant'Andrea e, riguardo alla chiesa, fece erigere la statua della Madonna sul campanile nel 1958 (distrutta da un fulmine e quindi sostituita nel 1972), e promosse il restauro e la decorazione della chiesa nel 1960. Nel 1987 si concluse un altro restauro, seguito nel 1992 dall'installazione del nuovo portale; l'ultimo restauro ha avuto luogo nel 2023.

## Descrizione

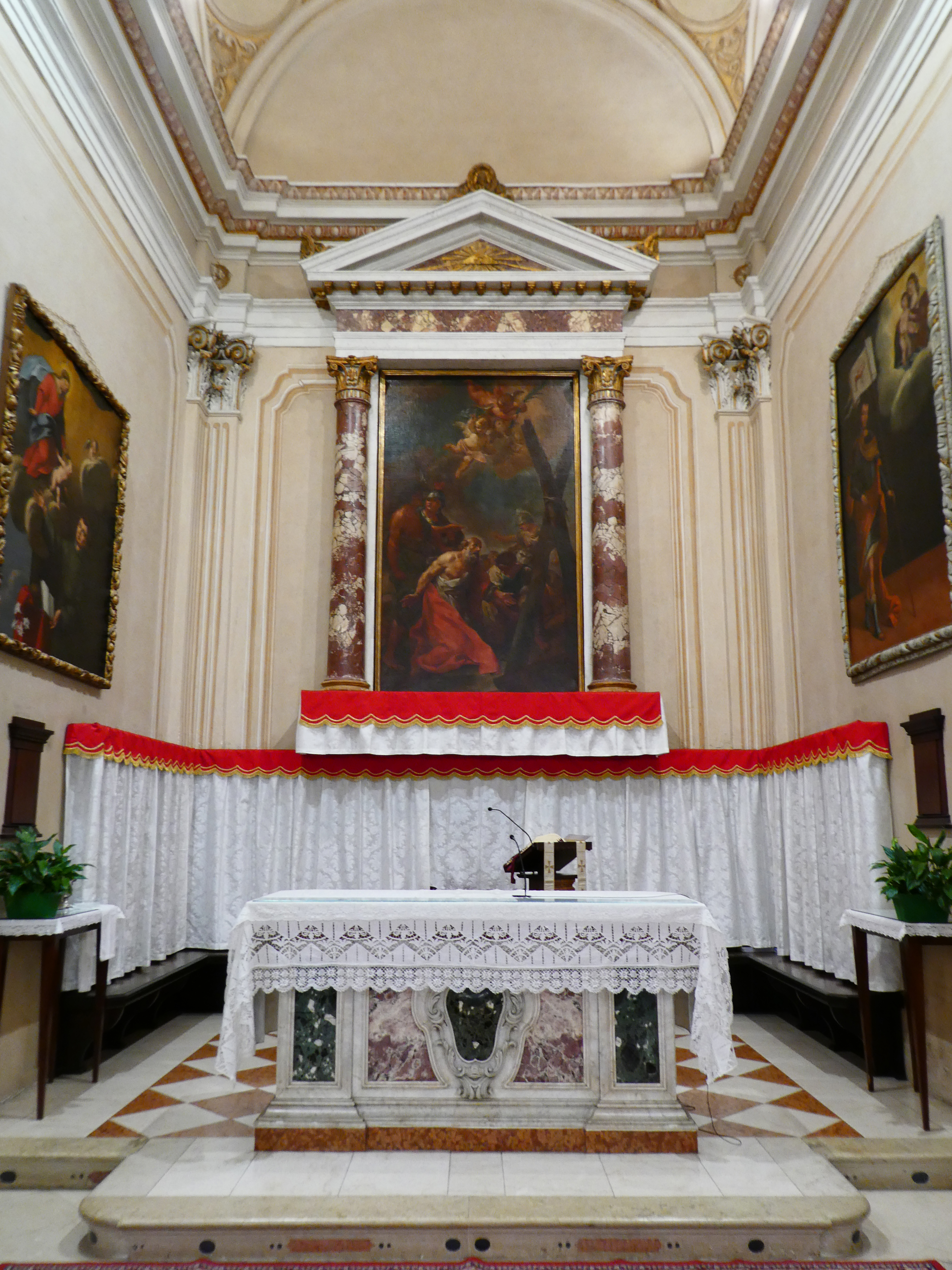
Altare maggiore

La chiesa, orientata verso nord, sorge al centro dell'abitato di Sant'Andrea, preceduta da un ampio sagrato quadrangolare. Le murature sono realizzate in pietra locale, rivestata da calce e intonaco, e l'edificio è coperto da un semplice tetto a due falde. L'edificio si presenta con facciata a capanna, ritmata da quattro lesene e coronata dal timpano leggermente sporgente, con croce in ferro apicale; nel segmento centrale della facciata si aprono il portale principale (opera in bronzo di Maffeo Ferrari del 1992, istoriato con vari episodi biblici) e una grande finestra rettangolare. Un portale secondario, dotato di un proprio portichetto, si trova sul lato sinistro della chiesa, e dietro ad esso vi sono i corpi della sagrestia e del campanile, quest'ultimo coronato da una statua della vergine Maria.
L'interno è a navata unica, voltata a botte, con quattro altari laterali. Il presbiterio è quadrangolare, rialzato di due gradini e coperto da una sorta di cupola affrescata; al centro si trova la mensa dell'altare maggiore, spostata per le esigenze di adeguamento liturgico, mentre la soasa (con pala raffigurante il santo titolare) è affissa sulla parete di fondo.